# Hemileccinum
Hemileccinum is een geslacht van schimmels behorend tot de familie Boletaceae. Het geslacht is beschreven door Josef Šutara en in 2008 voor het eerst geldig gepubliceerd. De typesoort is Hemileccinum impolitum.

## Soorten
Het geslacht bestaat uit de volgende negen soorten (peildatum december 2021):
| Soortnaam                      | Auteur(s)                                                                    | Publicatiejaar |
| ------------------------------ | ---------------------------------------------------------------------------- | -------------- |
| Hemileccinum brunneotomentosum | (B. Ortiz) Nitson & J.L. Frank                                               | 2020           |
| Hemileccinum depilatum         | (Redeuilh) Šutara                                                            | 2008           |
| Hemileccinum floridanum        | J.A. Bolin, A.E. Bessette, A.R. Bessette, L.V. Kudzma, A. Farid & J.L. Frank | 2021           |
| Hemileccinum hortonii          | (A.H. Sm. & Thiers) M. Kuo & B. Ortiz                                        | 2020           |
| Hemileccinum impolitum         | (Fr.) Šutara                                                                 | 2008           |
| Hemileccinum indecorum         | (Massee) G. Wu & Zhu L. Yang                                                 | 2016           |
| Hemileccinum rubropunctum      | (Peck) Halling & B. Ortiz                                                    | 2020           |
| Hemileccinum rugosum           | G. Wu & Zhu L. Yang                                                          | 2016           |
| Hemileccinum subglabripes      | (Peck) Halling                                                               | 2015           |